# Kiki Maeder

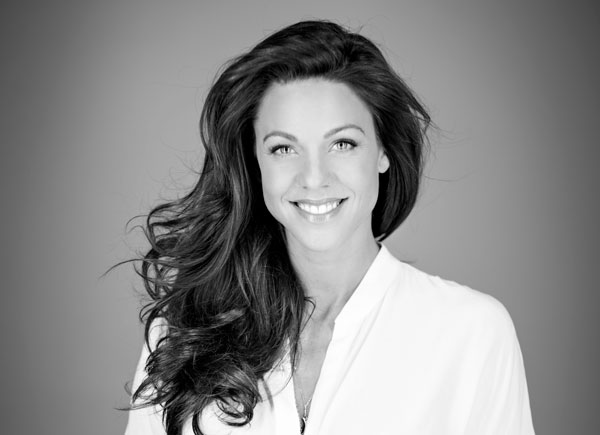
Kiki Maeder, 2015

Christina «Kiki» Maeder (* 9. Januar 1981 in Basel) ist eine Schweizer Moderatorin und Schauspielerin.

## Karriere
Nach dem Abschluss der Schauspielschule trat Maeder in Film- und in TV-Produktionen auf.
Neben ihrem Engagement im TV und auf der Bühne hat sich Maeder im PR- und Kommunikationsbereich weitergebildet (Studium der Publizistik an der University of Zurich, Schweizerisches Public Relations Institut) und war sechs Jahre in einer PR-Agentur tätig. 2013 gründete sie gemeinsam mit Mark Strähl die Event- und Kommunikations-Agentur KomVent GmbH.
Seit Januar 2012 arbeitet Maeder als Moderatorin beim Schweizer Radio und Fernsehen (SRF) sowie als Host und Moderatorin von öffentlichen Veranstaltungen und Corporate Events. Zudem ist Maeder seit 2019 als Auftritts- und Medientrainerin tätig.

## Leben
Kiki Maeder wuchs am Zürichberg in Zürich als Tochter des Speditionsunternehmers Jacky Maeder (1923–2005) und Schwester von Gastronom Nicolas J. Maeder auf. Nach Abschluss des Gymnasiums Typus D, der Kantonsschule Riesbach machte sie einen mehrmonatigen Aufenthalt im Jahr 2000 in London und Brighton, wo sie das Proficiency Certificate absolvierte. Danach besuchte sie ab 2001 die Schauspielschule in Zürich, die sie 2004 abschloss.
Sie hat mit ihrem Ehemann Mark Strähl eine Tochter (* 2015) und einen Sohn (* 2018). Im Jahr 2023 gab sie die Trennung bekannt.

## Ehrenamt
Kiki Maeder ist Botschafterin von SOS-Kinderdorf Schweiz und ist Patronin der Kinder-Reha Schweiz des Kinderspitals Zürich.

## Auszeichnungen
- Xaver Award Silber „Best Corporate Event 2020“[7]

## Film und Fernsehen
- 2005: Der Ferienarzt (ARD-Spielfilm von Wolfgang Rademann)
- 2010–2012: Teil der Friends-Mitglieder in Benissimo (Fernsehshow des Schweizer Fernsehens)
- 2013–heute: Co-Moderatorin in Happy Day[8] (Fernsehshow des Schweizer Fernsehens)
- 2015–heute: Hauptmoderatorin in Jetzt oder nie – Lebe deinen Traum[9] (Samstagabend Fernsehshow des Schweizer Fernsehens)

## Theater (Auswahl)
- 2010–2013: Die kleine Niederdorfoper (Spock Productions)
- 2011–2013: Pippi Langstrumpf (Zürcher Märchenbühne)
- 2012: Titanic (Thuner Seespiele)[10]
- 2014: Traumhochzeit (Spock Productions)[11]
- 2022: Floh im Ohr (Spock Productions)[12]

## Moderation (Auswahl)
- Swiss CFO Day & Verleihung des CFO of the Year Awards[13]
- Innovationspreis im Schweizer Tourismus MILESTONE[14][15]
- ADC Award Verleihung[16]
- HSG Talents Conference[17]